# Barbora Tachecí
Barbora Tachecí, rozená Dolečková (* 25. ledna 1963 Praha), je česká manažerka a novinářka. V současnosti moderuje pořad Osobnost Plus v Českém rozhlase Plus.

## Profesní kariéra
Práci v médiích započala v roce 1986, kdy působila jako redaktorka ekonomické redakce tehdejšího Československého rozhlasu. Od roku 1992 začala pracovat jako redaktorka a moderátorka pořadu "21" - Jedenadvacítka (ve 21:00) České televize, kde zpovídala různé politiky. Později se střídaly s tehdy neznámou Janou Bobošíkovou. Českou televizi opustila o šest let později a stala se ředitelkou odboru vnějších vztahů banky IPB. Na mediální scénu se vrátila v roce 2002, kdy nastoupila jako programová ředitelka rádia Frekvence 1. V roce 2007 jí byla nabídnuta funkce ředitelky veřejnoprávního Českého rozhlasu Radiožurnálu s cílem vypracovat a realizovat novou podobu vysílání stanice. Do funkce nastoupila 1. listopadu 2007. Na personální změny, zejména však podobu stanice od 1. ledna 2008, zareagovala část posluchačů nesouhlasem. Dne 5. února 2008 byla Tachecí z funkce odvolána.
Od 1. června 2008 uváděla na zpravodajské televizní stanici Z1 svůj pořad Interview B. T. Po jejím odchodu z této televize byl pořad přejmenován na Interview Z1. V srpnu 2009 ohlásila vznik nového zpravodajského pořadu Fakta Barbory Tachecí, který v televizi Prima moderovala každý všední den.
V únoru 2012 zažaloval Barboru Tachecí Tomio Okamura, kdy se ohradil proti jejímu tvrzení, že doporučoval vystěhování jako „konečné řešení cikánské otázky“, soud však jeho žalobu na ochranu osobnosti v červnu téhož roku zamítl.
V roce 2013 se vrátila do Českého rozhlasu na stanici Plus jako moderátorka pořadů Den podle Barbory Tachecí (ve všední dny) a Osobnost Plus (o víkendech). Od 10. září 2018 moderuje premiérový pořad Osobnost Plus každý všední den po 10:30.
Během svého působení v pořadu Osobnost Plus veřejnoprávního Českého rozhlasu Plus byla obviňována z názorové zaujatosti, zejména vůči politické levici. Opakovaně v pořadu z pozice moderátorky rozhovorů kritizovala bývalou ministryni práce a sociálních věcí Janu Maláčovou (SOCDEM). Tu v květnu 2023 v rozhovoru s Bohumilem Pečinkou označila za „soudružku“ a například v červenci 2024 v rozhovoru s Kateřinou Smejkalovou uvedla, že ona i členové redakce souhlasili s pejorativní přezdívkou paní Maláčové, které kritici říkali „Venezuela“. Ve stejném rozhovoru Tachecí rozporovala myšlenku, že by levice byla v českém prostředí diskreditována. Uvedla příklad, kdy podle jejích osobních pozorování má v českém humanitním univerzitním prostředí jasnou převahu levicové či progresivní smýšlení, přičemž levicově smýšlející akademici údajně vyvíjí nátlak na nelevicové kolegy. Současně řekla, že se to děje v celé západní Evropě a že „progresivismus je levicový směr, je to prostě levičáctví“.

## Osobní život
Absolvovala pražskou Vysokou školu ekonomickou, obor finance. V roce 2008 jí byla diagnostikována bipolární afektivní porucha. Je rozvedená, má syna Sebastiana.